# 正阳街道 (齐齐哈尔市)
正阳街道是中国黑龙江省齐齐哈尔市龙沙区下辖的一个街道，位于齐齐哈尔市城区中心。